# Equinox (jazz)
 (août 2020).
Si vous disposez d'ouvrages ou d'articles de référence ou si vous connaissez des sites web de qualité traitant du thème abordé ici, merci de compléter l'article en donnant les références utiles à sa vérifiabilité et en les liant à la section « Notes et références ».
Pour les articles homonymes, voir Equinox (homonymie) et Équinoxe (homonymie).
Equinox (équinoxe, en anglais) est un standard de jazz blues modal, composé et enregistré en 1960 par le saxophoniste américain John Coltrane (1926-1967), et publié sur son album Coltrane's Sound de 1964, chez Atlantic Records.

## Historique
John Coltrane entre dans la légende de l'histoire du jazz avec les quintet-sextet de Miles Davis, entre 1955 et 1960, avec entre autres leurs albums 'Round About Midnight (1957), Milestones (1958), et Kind of Blue (1959)... Miles Davis dit alors de lui : 

« Il y avait donc à présent Trane au saxophone, Philly Joe Jones à la batterie, Red Garland au piano, Paul Chambers à la contrebasse, et moi à la trompette. Et plus vite que je n'aurais pu l'imaginer, la musique que nous faisions ensemble est devenue incroyable. C'était si bon que ça me donnait des frissons, comme au public. Merde, c'est très vite devenu effrayant, tellement que je me pinçais pour m'assurer que j'étais bien là... »

— Miles Davis avec Quincy Troupe, L'Autobiographie p. 209 (1989)

À la suite d'importants problèmes d’addiction à l'alcool et à la drogue, John Coltrane cite : 

« Au cours de l'année 1957, j'ai fait l'expérience, grâce à Dieu, d'un éveil spirituel qui m'a mené à une vie plus riche, plus remplie, plus productive. À cette époque, j'ai humblement demandé que me soient donnés les moyens et le privilège de rendre les gens heureux à travers la musique. »

Miles Davis cite : 

« Maintenant que Coltrane était clean, c'était un peu comme s'il était investi d'une mission : il me disait qu'il avait assez déconné comme ça, qu'il avait perdu trop de temps, pas suffisamment prêté attention à sa propre vie, à sa famille, et surtout à son jeu. »

— Miles Davis avec Quincy Troupe, Miles. L'Autobiographie (1989)
De 1955 à sa disparition en 1967, John Coltrane créé (avec Miles Davis, et sa seconde épouse Alice Coltrane rencontrée en 1960) « l'art coltranien » à base de remodelage du jazz de l'époque en jazz modal mystique. Il forme ses propres quartette-quintette emblématiques du jazz modal, pour jouer et enregistrer ses propres compositions avant-gardistes révolutionnaires, dont Giant Steps (1960), My Favorite Things (1961), Olé Coltrane (1961), Wise One (1964), Crescent (1964, considérée comme une de ses compositions les plus emblématiques), et A Love Supreme (1964) (Un Amour Suprême, considéré comme le chef-d'œuvre de sa carrière et comme un des albums les plus importants de l'histoire du jazz)...
Cette composition « equinox » de 1960 de jazz blues-swing lent fait partie des compositions de jazz mystique les plus célèbres de la période de recherche de spiritualité de John Coltrane. Elle reprend quelques accords de base de la composition emblématique So What de l'album de légende Kind of Blue de Miles Davis de 1959 (avec Coltrane au saxophone). Elle est baptisée équinoxe par sa première épouse Naïma (épousée en 1955), en hommage au jour de sa naissance : un des deux jours de l'année de changement de solstice et de saison de printemps et d'automne, ou la durée du jour est égale à celle de la nuit (John Coltrane est né le 23 septembre 1926, un jour avant l'équinoxe d'automne officiel de cette année). Enregistrée en 1960 avec son album Coltrane's Sound au studios Atlantic de New York, en même temps que ses albums Coltrane Plays the Blues (1960) et My Favorite Things (1961), Coltrane joue cette composition dans de nombreux concerts, entre autres avec Miles Davis au Monterey Jazz Festival de 1960 en Californie, avant que son album ne soit publié que tardivement en 1964, à la suite du changement de son label Atlantic Records vers Impulse!.

## Coltrane quartet
- John Coltrane : saxophone ténor, saxophone soprano
- McCoy Tyner : piano
- Steve Davis : contrebasse
- Elvin Jones : batterie